# Саттон (Ирландия)

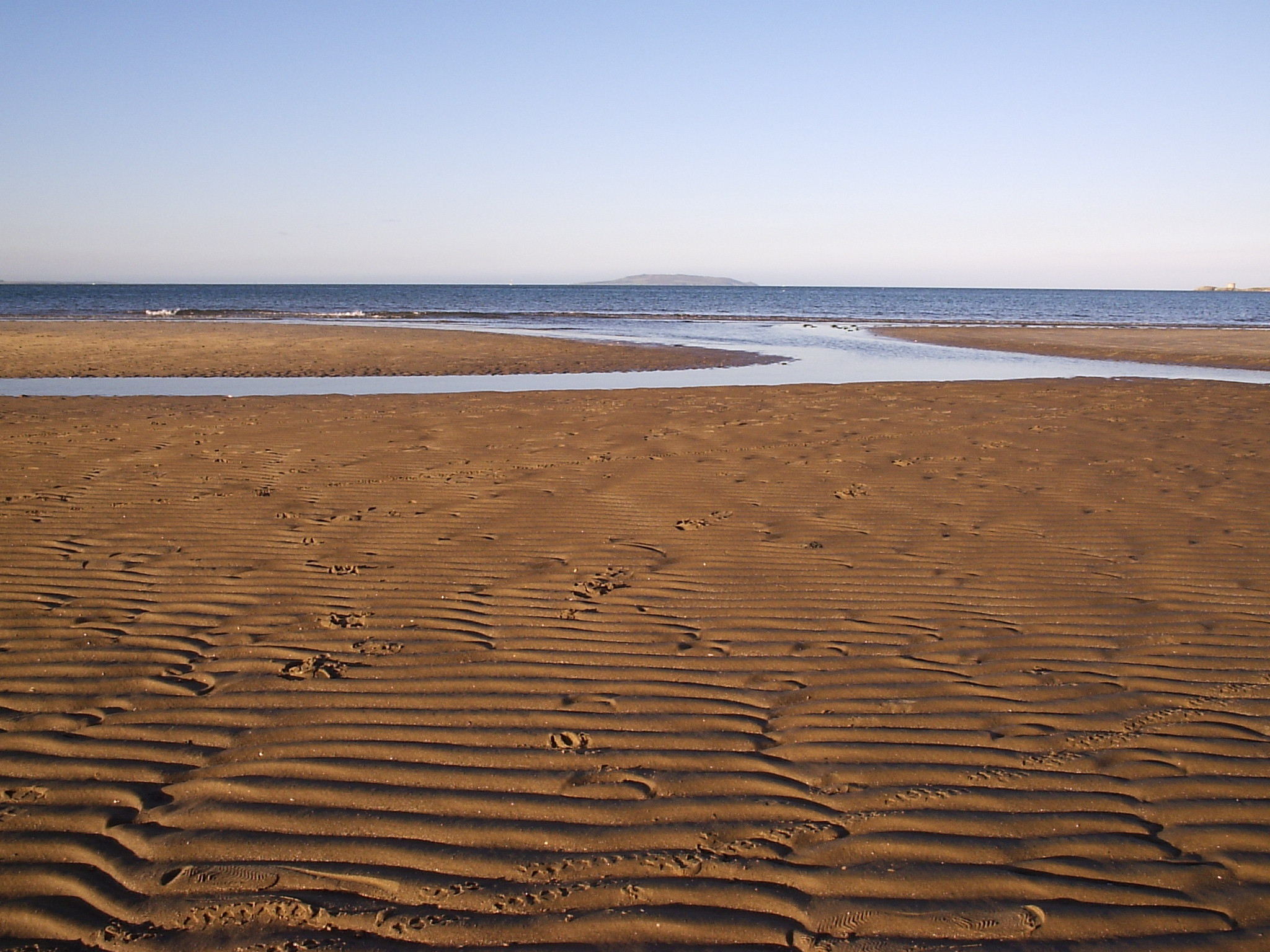
Пляж в Саттоне

Саттон (англ. Sutton; ирл. Cill Fhionntain) — пригород (Дублина) в Ирландии, находится в графстве Фингал (провинция Ленстер).
Местная железнодорожная станция была открыта 30 июля 1846 года. В поселении есть католическая церковь.